# Chipata
Chipata est la ville principale et la capitale de la Province Orientale en Zambie. Sa population s'élève à 156 773 habitants en 2010.
Deux langues y sont parlées, l'anglais et le Chichewa, on peut également y trouver des langues indiennes, un bon nombre des Indiens de Zambie habitent dans la ville.
Initialement appelée « Fort Jameson », la ville est située près de la frontière du Malawi, sur la route qui joint les deux capitales, Lilongwe à 130 km et Lusaka à 550 km. Elle est un point d'accès au Parc national de Luangwa du Sud (en).

## Transports

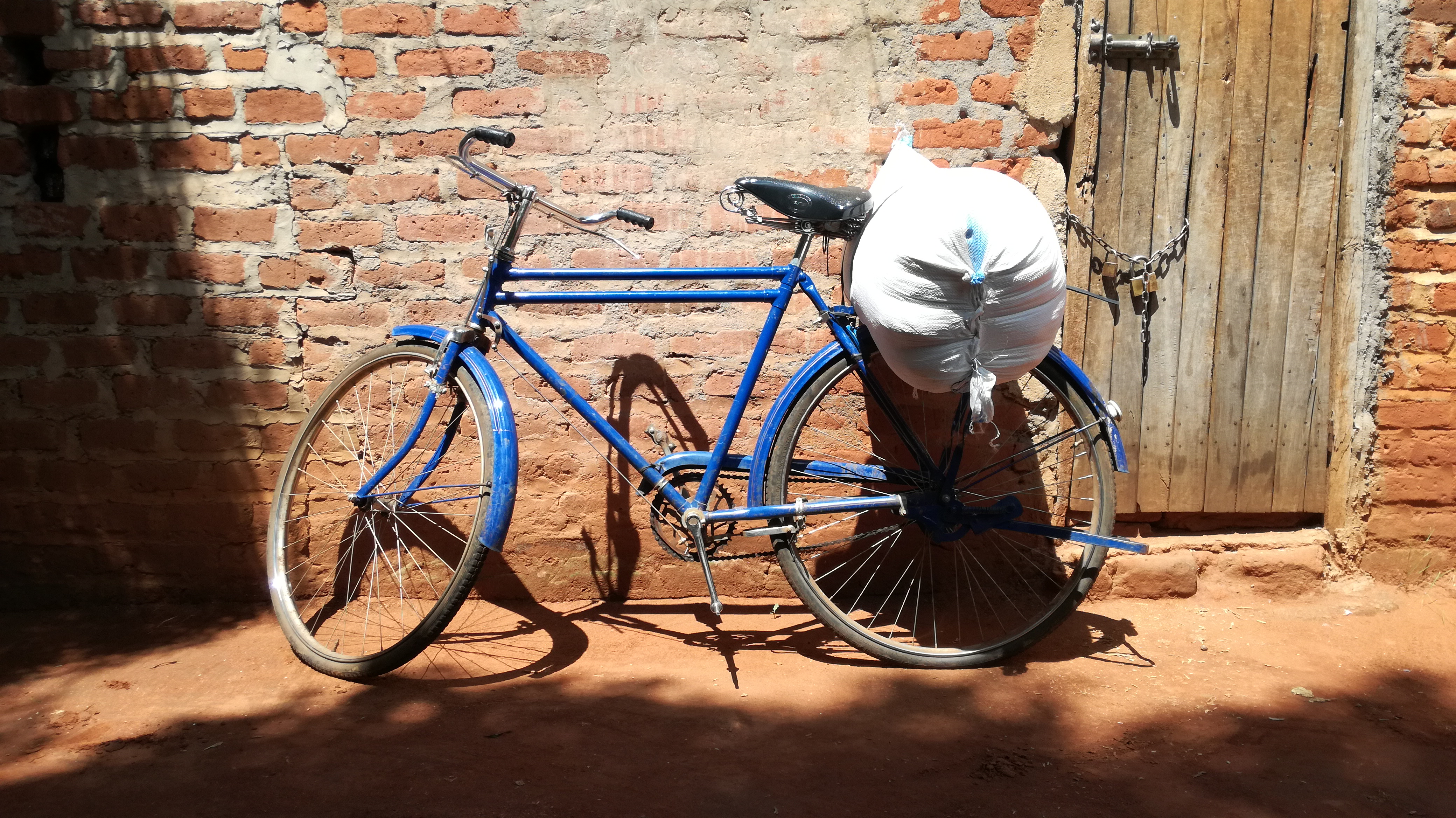
Transport de farine de maïs à bicyclette.
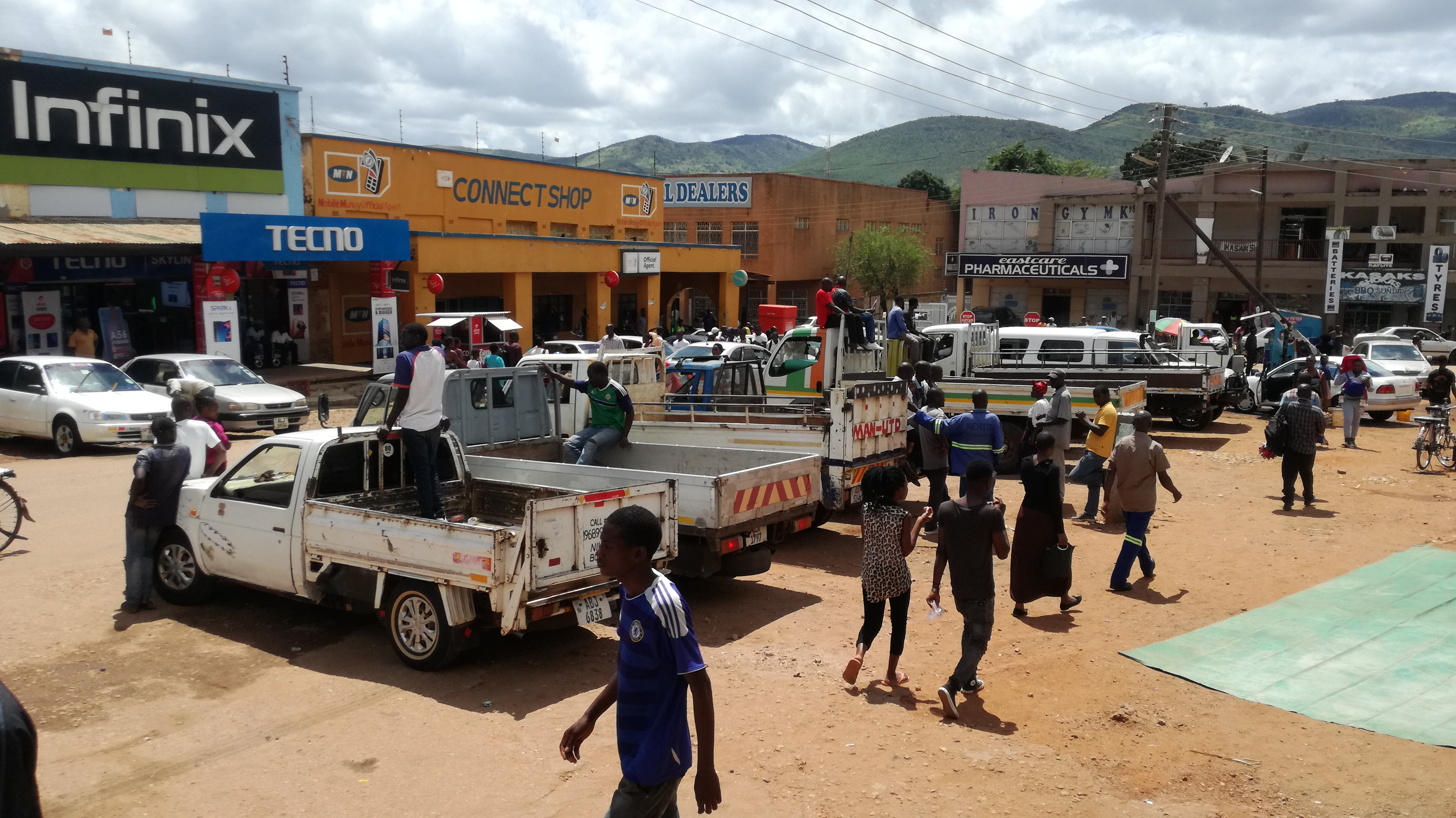
Location de pickups.
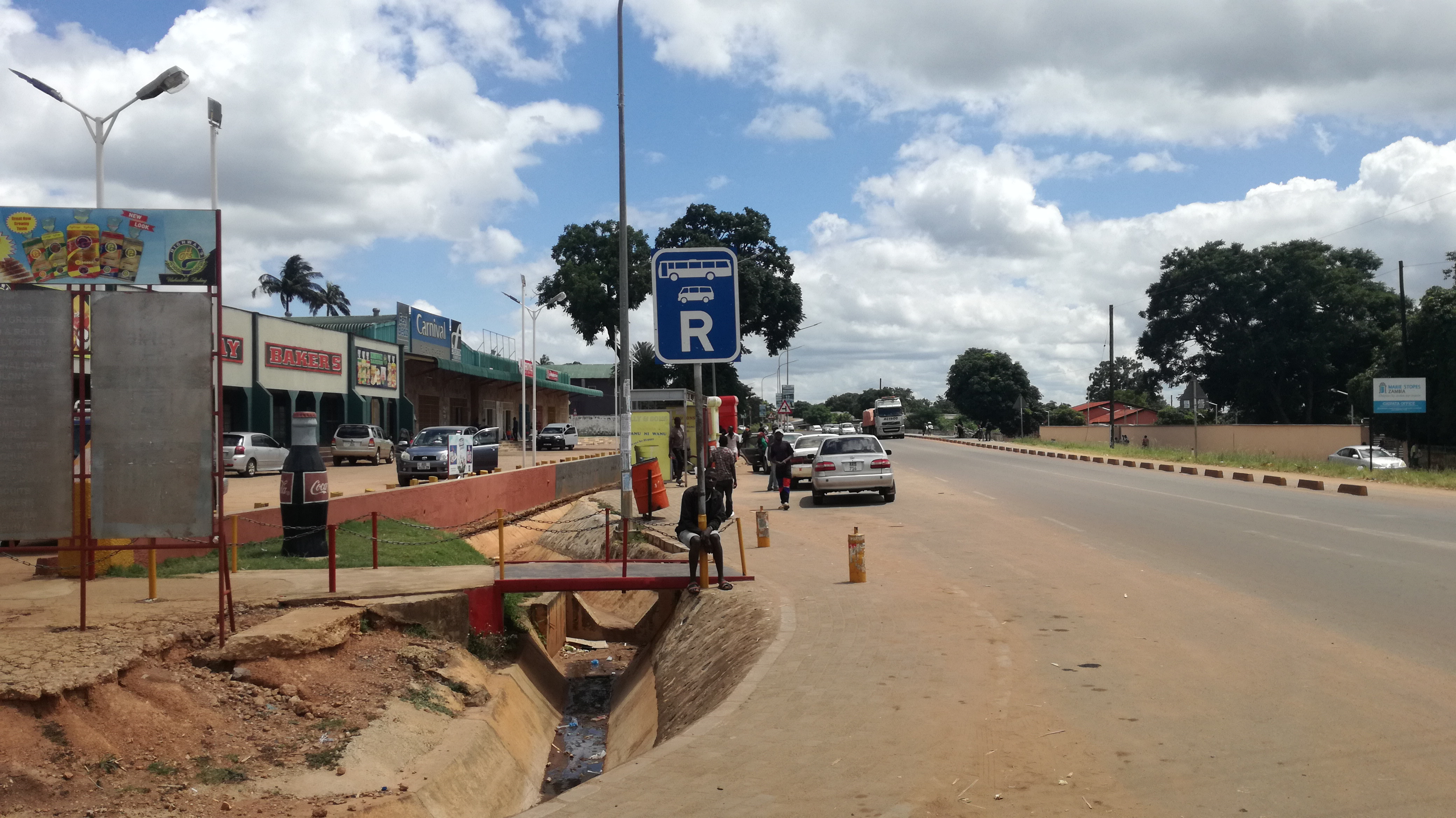
Axe routier (Great East Road).
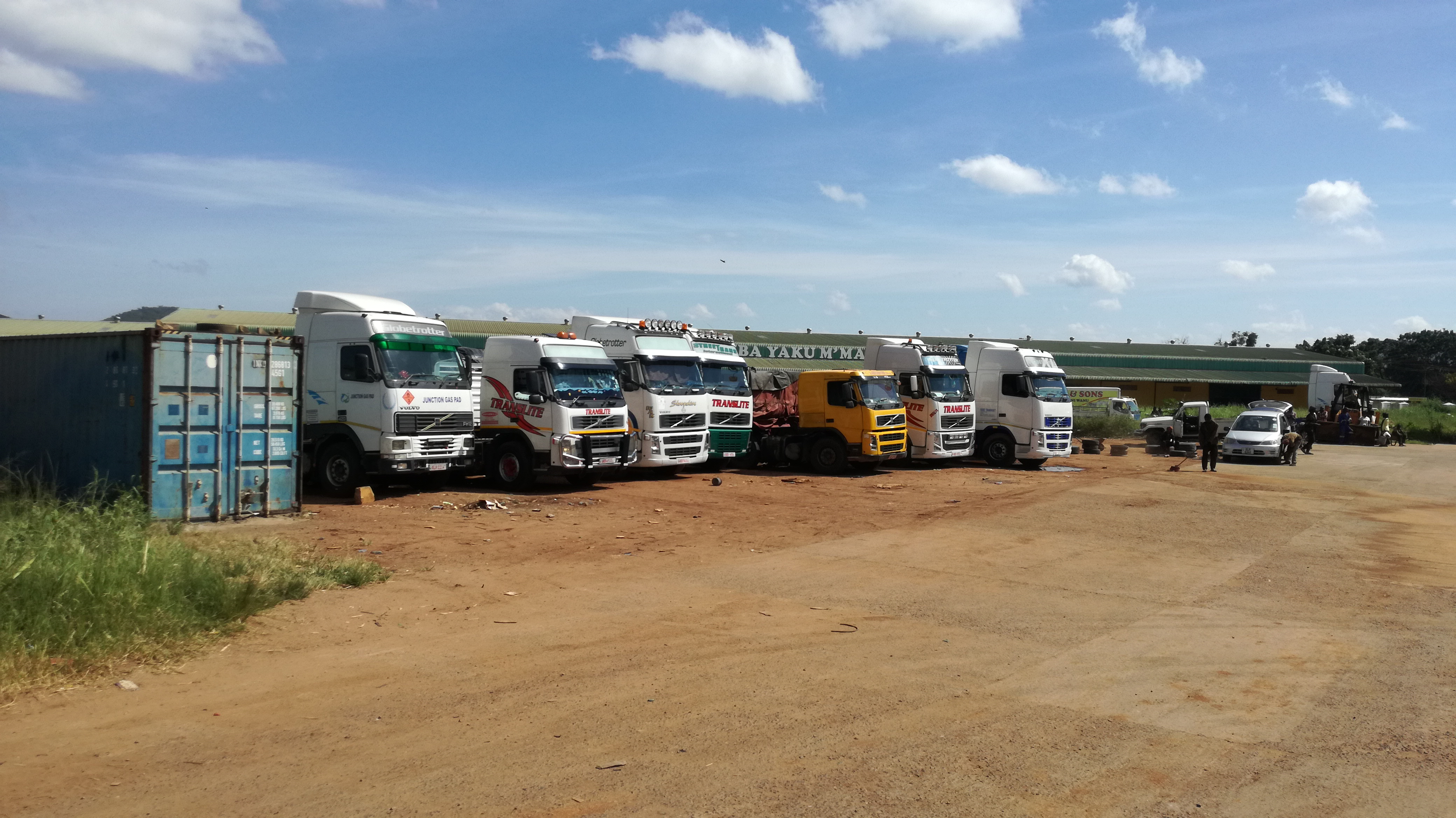
Camions.
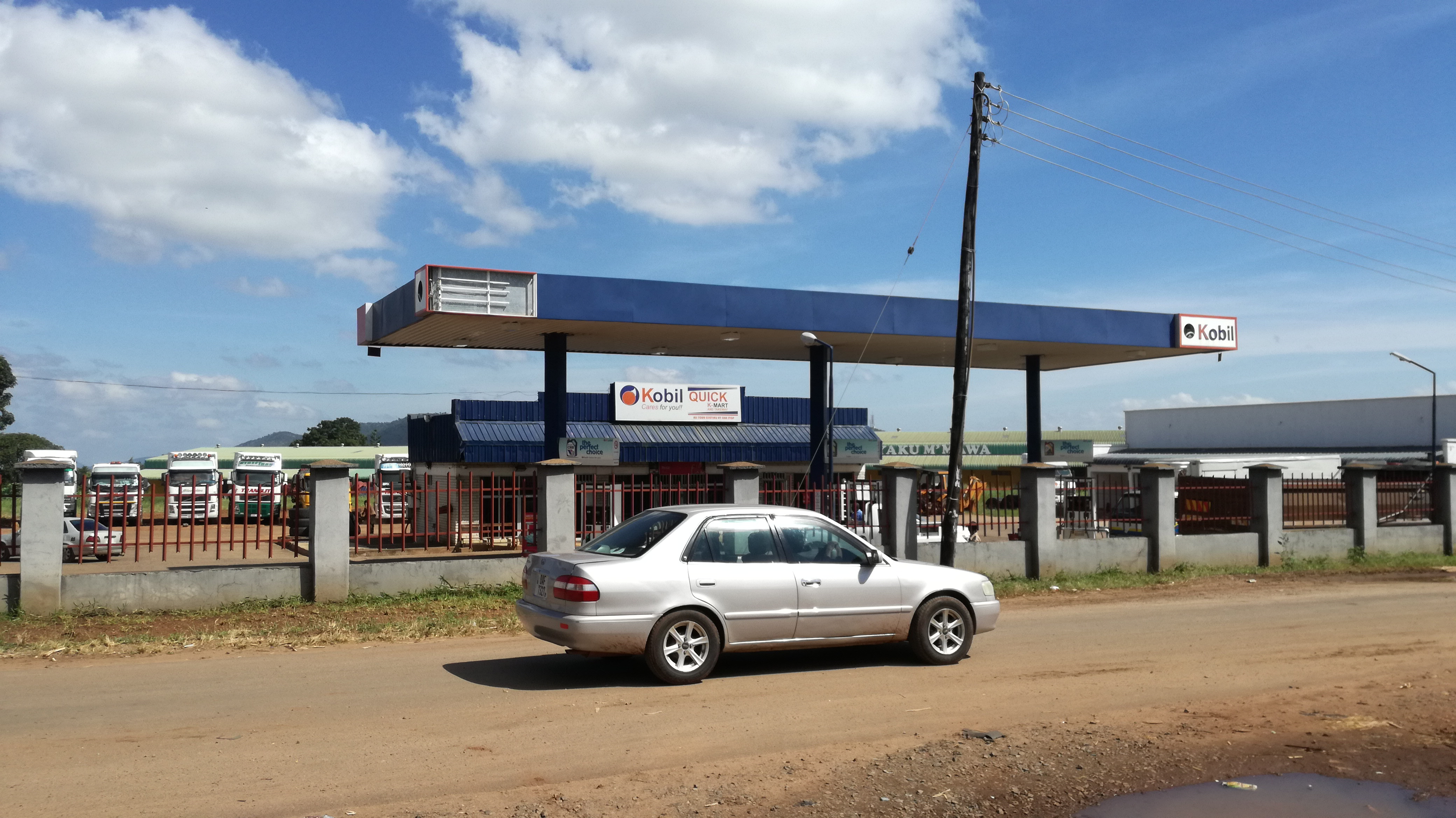
Station-service.

## Religion
Chipata est le siège d'un évêché catholique.

## Personnalités
- Fashion Sakala (1997-), footballeur zambien, est né à Chipata.